# Ubuntu Foundation
Ubuntu Foundation – organizacja założona przez Marka Shuttlewortha 1 lipca 2005 roku, w celu zapewnienia kontynuacji prac nad dystrybucją Linuksa Ubuntu, w razie problemów finansowych (założonego także przez Shuttlewortha) przedsiębiorstwa Canonical Ltd. Fundacja jako kapitał początkowy otrzymała 10 mln dolarów.
Fundacja jest zarejestrowana na wyspie Man.